# Ctenophilothis
Ctenophilothis (лат.) — род жуков-карапузиков из подсемейства Saprininae (Histeridae).

## Распространение
Пустыни Северной Африки (Сахара: Алжир и Египет). 

## Описание
Мелкие жуки-карапузики, тело овальной формы, выпуклое, длина около 2 мм. От прочих Saprininae отличается полным отсутствием лобных бороздок, многочисленными длинными зубчиками на передних голенях и чашевидным восьмым члеником усиков. Специализированные псаммофилы. Впервые выделен советским и российским энтомологом Олегом Леонидовичем Крыжановским (1918—1997).

## Виды
Некоторые виды рода:
- Ctenophilothis altus (Lewis, 1885)
- Ctenophilothis chobauti (Théry, 1900)